# 67П/Чурјумов-Герасименко
67П/Чурјумов-Герасименко је комета коју су 20. септембра 1969. године, открили совјетски астрономи Клим Иванович Чурјумов и Светлана Ивановна Герасименко, по којима је комета и добила назив.
67П/Чурјумов-Герасименко је постала позната пошто је Европска свемирска агенција 2004. године послала свемирску летелицу Розету, од које се 12. новембра 2014. одвојила сонда Филе која је после 7 сати слетела на комету, што је уједно и први пут у историји да је нека сонда слетела на комету.